# IAAFゴールデンリーグ
IAAF ゴールデンリーグ（IAAF Golden League）はIAAFが2009年まで運営していた陸上競技大会。
大会は当初、オスロ、ローマ、モナコ、チューリッヒ、ブリュッセル、ベルリンで行われたが、1999年からはサン=ドニが加わり、2000年と2001年には7戦中5勝した選手に50kgのゴールドバーが贈呈したが、2003年にはモナコが撤退した。
6戦で全勝優勝するとジャックポットとして賞金100万ドルが贈られていた。ジャックポットが2人以上の場合は賞金は山分けとなっていた。
2010年にIAAFの改革としてIAAFスーパーグランプリと統合され、IAAFダイヤモンドリーグとなった。

## 歴代ジャックポット獲得者
| 年     | 獲得者                           | 種目                                 | 賞金                |
| ------ | -------------------------------- | ------------------------------------ | ------------------- |
| 1998年 | ヒシャム・エルゲルージ (1)       | 1500メートル競走/マイル              | $ 333,333           |
| 1998年 | ハイレ・ゲブレセラシェ           | 5000メートル競走/10000メートル競走   | $ 333,333           |
| 1998年 | マリオン・ジョーンズ             | 100メートル競走                      | $ 333,333           |
| 1999年 | ウィルソン・キプケテル           | 800メートル競走                      | $ 500,000           |
| 1999年 | ガブリエラ・サボー               | 3000メートル競走/5000メートル競走    | $ 500,000           |
| 2000年 | ヒシャム・エルゲルージ (2)       | 1500メートル競走/マイル              | 12.5 kgゴールドバー |
| 2000年 | モーリス・グリーン               | 100メートル競走                      | 12.5 kgゴールドバー |
| 2000年 | トリネ・ハッテスタート           | やり投                               | 12.5 kgゴールドバー |
| 2000年 | タチアナ・コトワ                 | 走幅跳                               | 12.5 kgゴールドバー |
| 2001年 | アンドレ・ブヒャー               | 800メートル競走                      | 8.33 kgゴールドバー |
| 2001年 | ヒシャム・エルゲルージ (3)       | 1500メートル競走/マイル/2000メートル | 8.33 kgゴールドバー |
| 2001年 | デーブ・ジョンソン               | 110メートルハードル                  | 8.33 kgゴールドバー |
| 2001年 | マリオン・ジョーンズ (2)         | 100メートル競走                      | 8.33 kgゴールドバー |
| 2001年 | ビオレッタ・セケリ               | 1500メートル競走                     | 8.33 kgゴールドバー |
| 2001年 | オルガ・エゴロワ                 | 3000メートル競走/5000メートル競走    | 8.33 kgゴールドバー |
| 2002年 | ヒシャム・エルゲルージ (4)       | 1500メートル競走                     | 12.5 kgゴールドバー |
| 2002年 | アナ・ゲバラ                     | 400メートル競走                      | 12.5 kgゴールドバー |
| 2002年 | マリオン・ジョーンズ (3)         | 100メートル競走                      | 12.5 kgゴールドバー |
| 2002年 | フェリックス・サンチェス         | 400メートルハードル                  | 12.5 kgゴールドバー |
| 2003年 | マリア・ムトラ                   | 800メートル競走                      | $ 1,000,000         |
| 2004年 | クリスチャン・オルソン           | 三段跳                               | $ 500,000           |
| 2004年 | トニーク・ウィリアムズ＝ダーリン | 400メートル競走                      | $ 500,000           |
| 2005年 | タチアナ・レベデワ               | 三段跳                               | $ 1,000,000         |
| 2006年 | アサファ・パウエル               | 100メートル競走                      | $ 249,999*          |
| 2006年 | ジェレミー・ウォリナー           | 400メートル競走                      | $ 249,999*          |
| 2006年 | サーニャ・リチャーズ             | 400メートル競走                      | $ 249,999*          |
| 2006年 | ケネニサ・ベケレ                 | 5000メートル競走                     | $ 83,333*           |
| 2006年 | ティルネシュ・ディババ           | 5000メートル競走                     | $ 83,333*           |
| 2006年 | イルビング・サラディノ           | 走幅跳                               | $ 83,333*           |
| 2007年 | エレーナ・イシンバエワ           | 棒高跳                               | $ 500,000           |
| 2007年 | サーニャ・リチャーズ (2)         | 400メートル競走                      | $ 500,000           |
| 2008年 | パメラ・ジェリモ                 | 800メートル競走                      | $ 1,000,000         |
| 2009年 | サーニャ・リチャーズ (3)         | 400メートル競走                      | $ 333,333           |
| 2009年 | エレーナ・イシンバエワ (2)       | 棒高跳                               | $ 333,333           |
| 2009年 | ケネニサ・ベケレ (2)             | 3000メートル競走/5000メートル競走    | $ 333,333           |